# Tomter (przystanek kolejowy)
Tomter – kolejowy przystanek osobowy w Tomter, w regionie Østfold w Norwegii, jest oddalony od Oslo Sentralstasjon o 37,20 km i 12,89 km od Ski. Jest położony na wysokości 98,2 m n.p.m.

## Ruch pasażerski
Należy do linii Østfoldbanens østre linje. Jest elementem - kolei aglomeracyjnej w Oslo - w systemie SKM ma numer  560.  Obsługuje Rakkestad, Mysen, Ski i Oslo Sentralstasjon i Skøyen. Pociągi odjeżdżają co godzinę. Jest to ich jedyne miejsce zatrzymania między Oslo i Ski.

## Obsługa pasażerów
Poczekalnia, wiata, parking na 30 miejsc, parking rowerowy. Odprawa podróżnych odbywa się w pociągu.